# High Point (Washington)
High Point az Amerikai Egyesült Államok északnyugati részén, Washington állam King megyéjében elhelyezkedő önkormányzat nélküli település.
High Point postahivatala 1910 és 1943 között működött. A települést 1905-ben alapította Jason Lovegreen.
A helyi fűrészüzem 1913-ban 52 főt foglalkoztatott. A közeli erdőben ma is folyik kitermelés.
2016-ban a Bellevue-ba való áthelyezési kérelem elbírálásáig High Pointban volt a Tent City 4 menekülttábor.

## Fordítás
- Ez a szócikk részben vagy egészben  a   High Point, Washington című angol Wikipédia-szócikk ezen változatának fordításán alapul.  Az eredeti cikk szerkesztőit annak laptörténete sorolja fel. Ez a jelzés csupán a megfogalmazás eredetét és a szerzői jogokat jelzi, nem szolgál a cikkben szereplő információk forrásmegjelöléseként.